# Чаджявица-Доня (Биелина)
Чаджявица-Доня (серб. Чађавица Доња / Čađavica Donja) — село в общине Биелина Республики Сербской Боснии и Герцеговины. Население составляет 626 человек по переписи 2013 года.